# Győri ETO KC

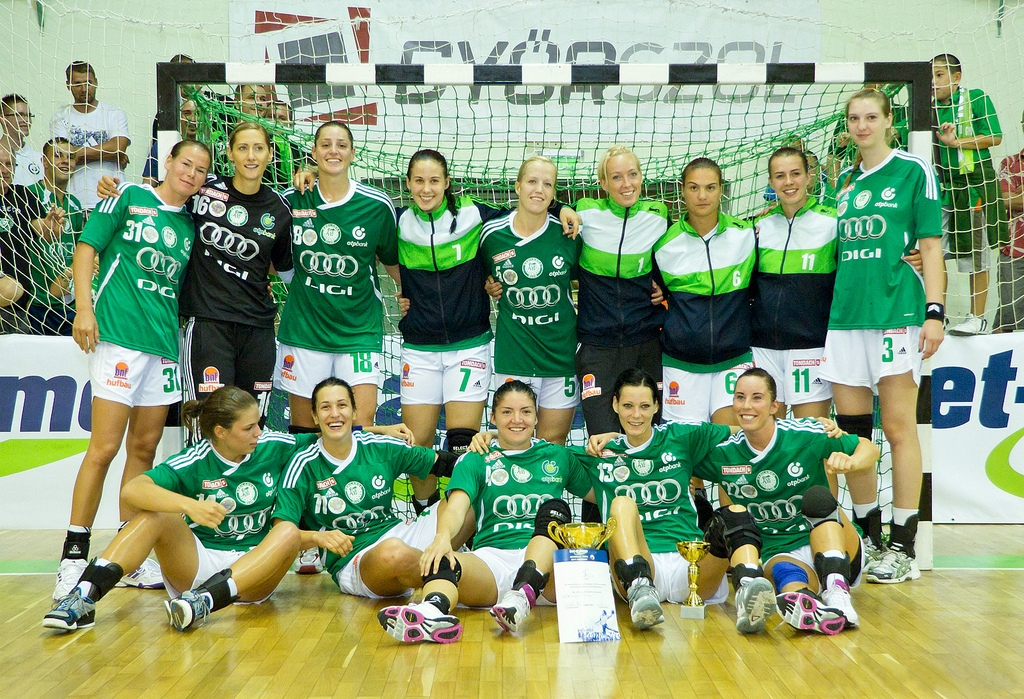
Győri ETO KC na Szabella Cup (2011)

Győri ETO KC (maďarsky: Győri Egyetértés Torna Osztály Kézilabda Club) je maďarský ženský házenkářský klub sídlící ve městě Győr. Vznikl roku 1948. Po roce 2000 prožívá zářivou éru: sedmkrát vyhrál Ligu mistrů, nejprestižnější evropskou klubovou soutěž (2013, 2014, 2017, 2018, 2019, 2024, 2025), čtyřikrát byl poražen v jejím finále (2009, 2012, 2016, 2022). Krom toho má 18 titulů mistra Maďarska (1957, 1959, 2004–05, 2005–06, 2007–08, 2008–09, 2009–10, 2010–11, 2011–12, 2012–13, 2013–14, 2015–16, 2016–17, 2017–18, 2018–19, 2020–21, 2021–22, 2024–25). Klubovými barvami jsou zelená a bílá. K nejslavnějším hráčkám patří Anita Görbiczová, nejlepší střelkyně v historii klubu i maďarské reprezentace, dvakrát královna střelkyň Ligy mistrů a nejlepší házenkářka světa roku 2005. Je jedinou házenkářkou, jejíž číslo dresu (13) bylo vyřazeno na její počest navždy ze sady dresů klubu. V klubu strávila 24 sezón, odehrála 750 utkání a vstřelila 3797 branek. K dalším známým hráčkám patřila Anita Kulcsárová, Katrine Lundeová, Eduarda Amorimová, Katarina Bulatovićová, Heidi Løkeová, Stine Bredal Oftedalová, Kari Aalvik Grimsbøová, Jovanka Radičevićová, Nora Mørková, Amandine Leynaudová nebo Veronica Kristiansenová. Z českých hráček v klubu působila Jana Knedlíková a čtyřikrát s ním vyhrála Ligu mistrů.